# 梅林镇 (马边县)
梅林镇，是中华人民共和国四川省乐山市马边彝族自治县下辖的一个乡镇级行政单位。2020年5月，撤销梅子坝乡、沙腔乡，设立梅林镇，以原梅子坝乡和原沙腔乡所属行政区域为梅林镇的行政区域。

## 行政区划
梅林镇下辖以下地区：
梅子坝村、瓦曲窝村、瓦候库村和楠木坪村，沙腔村、干田坝村、鄢家碉村、核桃坪村和二坪村。